# Premier Docteur
Le Premier Docteur est la première incarnation du Docteur, personnage principal de la série télévisée de science-fiction britannique, Doctor Who, produite par la BBC. Il a été interprété par l'acteur William Hartnell de 1963 à 1966. Hartnell a repris ce rôle une seule fois, pour l'épisode du dixième anniversaire de la série, Les Trois Docteurs (1973). Cependant, il n'est apparu que très peu de fois dans cet épisode à cause de ses problèmes de santé.
Il voyage dans le temps et l'espace à bord de son TARDIS, le plus souvent avec des compagnons. Quand le Docteur est grièvement blessé, il peut se régénérer. Cette régénération entraîne un changement physique ainsi qu'un changement de personnalité. La forme originelle du Docteur est celle du Docteur d'Hartnell. L'idée de la régénération a été exposée lorsque Hartnell a dû quitter la série, et cela a prolongé la durée de vie de celle-ci pour plusieurs décennies.
Ses premiers compagnons étaient sa petite-fille Susan (Carole Ann Ford) et les professeurs de celle-ci Ian Chesterton (William Russell) et Barbara Wright (Jacqueline Hill). Le Docteur d'Hartnell a aussi servi de base pour le personnage incarné par l'acteur Peter Cushing dans les films Dr. Who et les Daleks, sorti en 1965 et Les Daleks envahissent la Terre, datant de 1966. Ces derniers sont des adaptations sur grand écran de deux épisodes diffusés en 1963 et 1964 et n'entrent pas dans la canonicité de la série.

## Histoire du personnage

### Série «classique» (1963-1996)

#### Saison 1 (1963-1964)
Le Docteur est mystérieux, on ne connait que peu de choses à son sujet, mis à part qu'il a une petite-fille, Susan Foreman, et qu'ils viennent d'un autre espace-temps. Il a un vaisseau qui voyage à travers le temps et l'espace, le TARDIS, qui a pris la forme d'une cabine de police britannique (Susan remarque qu'il peut changer de forme afin de se camoufler dans différents milieux), et qui est plus grand à l'intérieur. Le Docteur décrit Susan et lui-même comme des « exilés », sans préciser pourquoi ou même s'ils se sont exilés eux-mêmes. Il faudra attendre la fin des aventures de la seconde incarnation du Docteur pour connaitre le nom de son peuple (les Seigneurs du Temps) et la troisième incarnation du Docteur pour connaître le nom de sa planète d'origine Gallifrey.
Le premier épisode de la série commence dans le Londres contemporain de 1963 avec deux professeurs, Ian Chesterton et Barbara Wright, qui enquêtent sur le mystère de Susan, une étudiante qui semble perdue et frustrée par la manière dont on lui enseigne l'Histoire et les mathématiques. En suivant Susan jusque chez elle, ils découvrent le TARDIS dans une décharge, la surprenant elle et son grand-père, le Docteur, qui lance le vaisseau, mécontent de cette découverte. Ian et Barbara sont involontairement embarqués dans un voyage 100 000 ans avant Jésus-Christ et passeront deux ans à voyager à travers le temps et l'espace avec le Docteur, qui n'a plus aucun contrôle sur le système de navigation du TARDIS.
C'est dans son incarnation originelle que le Docteur va rencontrer pour la première fois ses pires ennemis, les Daleks et les Cybermen. L'équipage du TARDIS a observé plusieurs événements historiques comme le règne de la terreur pendant la Révolution française, et a rencontré Marco Polo en Chine et Les Aztèques au Mexique. 

#### Saison 2 (1964-1965)
Quand Susan tombe amoureuse d'un combattant de la résistance humaine, David Campbell, le Docteur la laisse afin de lui permettre de construire sa propre vie au XXIIe siècle sur Terre (L'invasion Dalek de la Terre), bien qu'il lui fit la promesse de revenir un jour. Le Docteur, Ian et Barbara ont été rejoints par Vicki, qu'ils ont sauvée dans Le Sauvetage sur la planète Dido.
À la fin de la poursuite dans le temps par les Daleks, Ian et Barbara utilisent la machine temporelle des Daleks pour rentrer chez eux (La Poursuite), et ils sont remplacés par un pilote venant du futur, Steven Taylor, qui avait été capturé par des robots Mechanoids mais qui s'était échappé pendant une attaque Dalek. 

#### Saison 3 (1965-1966)
Le Docteur rencontre pour la première fois une personne de la même race que lui sous la forme d'un moine avec qui il a vécu une aventure dans La Galaxie 4. Pendant le siège de Troie, Vicki décide de quitter le TARDIS pour rester avec Troïlos et change de nom. Le Docteur et Steven ont ensuite été rejoints pendant une courte période par une esclave troyenne Katarina et un agent de sécurité venu de l'an 4000 après Jésus-Christ Sara Kingdom. Cependant, les deux seront tuées au cours du grand plan des Daleks où les Daleks ont mis en place un complot visant à envahir le système solaire de la Terre en l'an 4000, avant d'être détruits par leur propre arme, le Destructeur de Temps, activée par le Docteur. À cause de cette manipulation, il a énormément vieilli et les effets sur Sara ont été si puissants qu'ils l'ont réduite en poussière.
Après avoir manqué le Massacre de la Saint-Barthélemy de justesse, le Docteur et Steven accueillent une jeune fille à bord, Dodo Chaplet. Dodo porte un virus du rhume dans le futur, qui annihile presque tous les humains et les Monoids voyageant sur l'Arche. Un vaccin fût trouvé et quand le TARDIS arrive sur l'Arche 700 ans plus tard, l'équipage du TARDIS aide les humains à atteindre leur destination, les Monoids ayant pris le contrôle de l'Arche. Un des ennemis les plus mortels du Docteur était The Celestial Toymaker, qui l'a forcé lui et ses compagnons à jouer à des jeux mortels et qui a brièvement rendu le Docteur invisible et muet. Enfin, le Docteur réussit à gagner le Trilogic Game (le jeu à trois épreuves) ce qui leur permet de s'échapper du domaine du Toymaker.
Finalement, Steven et Dodo finissent également par quitter le Docteur. Steven reste sur une planète extraterrestre comme médiateur entre deux races (Les Sauvages), et Dodo décide de rester sur Terre en 1966 pour se remettre après avoir été hypnotisée par le superordinateur WOTAN.

#### Saison 4 (1966-1967)
Le Docteur est ensuite rejoint par une secrétaire de la haute société Polly et un marin Ben Jackson qui seront témoins de sa première régénération.
Les années ont mis à rude épreuve le vieux corps du Docteur. Après avoir vaincu les Cybermen dans la station Snowcap en Antarctique (La Dixième Planète), le Docteur s'effondre à l'intérieur du TARDIS, et se régénère pour la première fois devant les yeux stupéfaits de ses compagnons Ben et Polly, changeant ainsi d'apparence et de caractère pour devenir le deuxième Docteur.

#### Saison 10 (1973)
Le Premier Docteur refait son apparition pour l'épisode anniversaire des dix ans de la série. Il apparaît sur le moniteur du TARDIS du Troisième Docteur, au côté du Deuxième Docteur. Il a été, tout comme ses futures incarnations, appelé par les Seigneurs du Temps, pour empêcher les plans d'Oméga. Il s'agit du dernier épisode de William Hartnell dans la série, l'acteur décède deux ans plus tard, en 1975.

### Série «moderne» (depuis 2005)

#### Saison 7, deuxième partie (2013)
On découvre lors de l'épisode Le Nom du Docteur que le Premier Docteur a été aidé par Clara Oswald à choisir son TARDIS, au moment de sa fuite de Gallifrey.

#### Saison 8 (2014)
Pendant l'épisode Jamais Seul, on découvre que le Premier Docteur, lorsqu'il était enfant, dormait dans la grange vue dans Le Jour du Docteur, car il ne souhaitait pas que ses frères l'entendent pleurer. On comprend qu'il pleurait car il avait peur du noir.

#### Saison 10 (2017)
À la fin de Le Docteur tombe, le douzième et dernier épisode de la saison 10, le Premier Docteur, fort épuisé, retourne dans son TARDIS lors des événements de The Tenth Planet (1966) et entend une autre voix. Il se rapproche, et il s'agit en réalité du Douzième Docteur, lui aussi sur le point de se régénérer, bien qu'il le refuse. Le Premier Docteur sourit alors à sa future incarnation, qui reste bouche-bée.

#### Twice Upon A Time(Noël 2017)
Il était deux fois est un épisode spécial de la série télévisée britannique Doctor Who dont la première diffusion a lieu sur BBC One le 25 décembre 2017. Il marque la fin de l'ère du Douzième Docteur incarné par Peter Capaldi et du scénariste Steven Moffat, qui laisse sa place à Chris Chibnall à partir de la saison 11 de 2018. Il marque également la première apparition du Treizième Docteur, joué par Jodie Whittaker, qui est la toute première incarnation féminine du Docteur depuis le début de la série en 1963.
Cet épisode est une continuation des événements après Le Docteur tombe, s'adressant au cliffhanger sur lequel il s'est terminé, et se déroule pendant l'histoire finale du Premier Docteur ; certains extraits de l'épisode The Tenth Planet, l'ultime épisode du Premier Docteur, sont utilisés dans l'épisode. Il était deux fois est le quatrième et dernier épisode de Noël de Peter Capaldi en tant que Douzième Docteur.

#### The Power of the Doctor(Spécial centenaire BBC 2022)
Le Premier Docteur réapparaît dans Le Pouvoir du Docteur (2022), en y faisant une courte apparition à l'occasion du centenaire de la BBC et du dernier épisode du Treizième interprétée par Jodie Whittaker. Lors de cet épisode, le Premier Docteur ainsi que le Cinquième, le Sixième, le Septième et le Huitième Docteur apparaissent sous forme de manifestations mentales de la conscience du Docteur et aident ensemble le treizième Docteur à récupérer son corps en annulant la régénération forcée par le Maître.

## Personnalité et apparence

### Personnalité
Le Docteur a toujours été une personne mystérieuse. Il ressemble à un vieil homme frêle et pourtant il possède une force et une volonté inattendues. La première bible du scénariste David Whitaker décrit le Docteur comme « quelqu'un qui semble frêle, maigre et nerveux mais qui est aussi résistant qu'une vieille dinde ». Il détient évidemment un énorme savoir sur les questions scientifiques, et pourtant il n'a jamais su piloter le TARDIS correctement, étant « un peu étourdi » comme le précise souvent sa petite-fille Susan. Cependant, le TARDIS demande d'être piloté et guidé par le Docteur de façon expérimentée. Ses systèmes, et plus précisément les systèmes de navigation, tombent souvent en panne. Ceci, combiné au fait que le TARDIS a été construit pour six pilotes, explique les difficultés qu'a le Docteur à le piloter correctement. Il est agressif, condescendant, et irascible envers ses compagnons de voyage humains. Pourtant, il partage un lien émotionnel profond avec sa petite-fille Susan. Il cache également une certaine cruauté, car il est prêt à mentir et même, une fois, prêt à tuer, afin d'atteindre ses buts. Au début, il se méfiait de ses deux premiers compagnons humains, Ian Chesterton et Barbara Wright, qui s'étaient imposés. Cependant, au fil du temps, et puisqu'ils partageaient des aventures ensemble, il s'est rapproché d'eux, et l'équipage du TARDIS est parvenu a partager comme un lien familial.
Finalement, le Docteur a commencé à apprécier ses voyages à travers le temps et l'espace, prenant des personnes pour aller faire un tour et était toujours réticent et triste de les voir partir même s'il savait que c'était pour leur bien. La personnalité du Docteur s'est adoucie vers l'épisode Marco Polo, et il a évolué en un personnage plus proche du grand-père que tout le monde connait, et qui est adoré par les enfants.
William Hartnell décrit le Docteur comme « un magicien », et un personnage entre le magicien d'Oz et le Père-Noël. Paul McGann, qui a joué une version plus vieille du Docteur, a dit que le Docteur d'Hartnell semblait venir de l'époque victorienne, quelqu'un d'un peu sévère et ayant une figure de père. Quelque chose de gentil mais d'effrayant. Une des excentricités du premier Docteur était sa tendance à devenir occasionnellement muet et de buter sur des mots. C'était parfois un choix délibéré de jeu d'acteur : William Russell se rappelle que c'était l'idée d'Hartnell de se tromper dans le nom de Ian Chesterton, l'appelant ainsi « Chesserman » ou « Chatterton ». Ce choix de caractère a permis aux producteurs de la série d'utiliser les prises dans lesquelles Hartnell se trompait dans ses répliques. À cause du programme très serré de la production de la série, de telles scènes ne pouvaient pas être tournées plusieurs fois et il était nécessaire de doubler les dialogues. Hartnell souffrait d'une artériosclérose non-diagnostiquée qui affectait sa capacité à se souvenir de ses répliques, chose devenant de plus en plus fréquente au fil de la progression de la série.

### Apparence

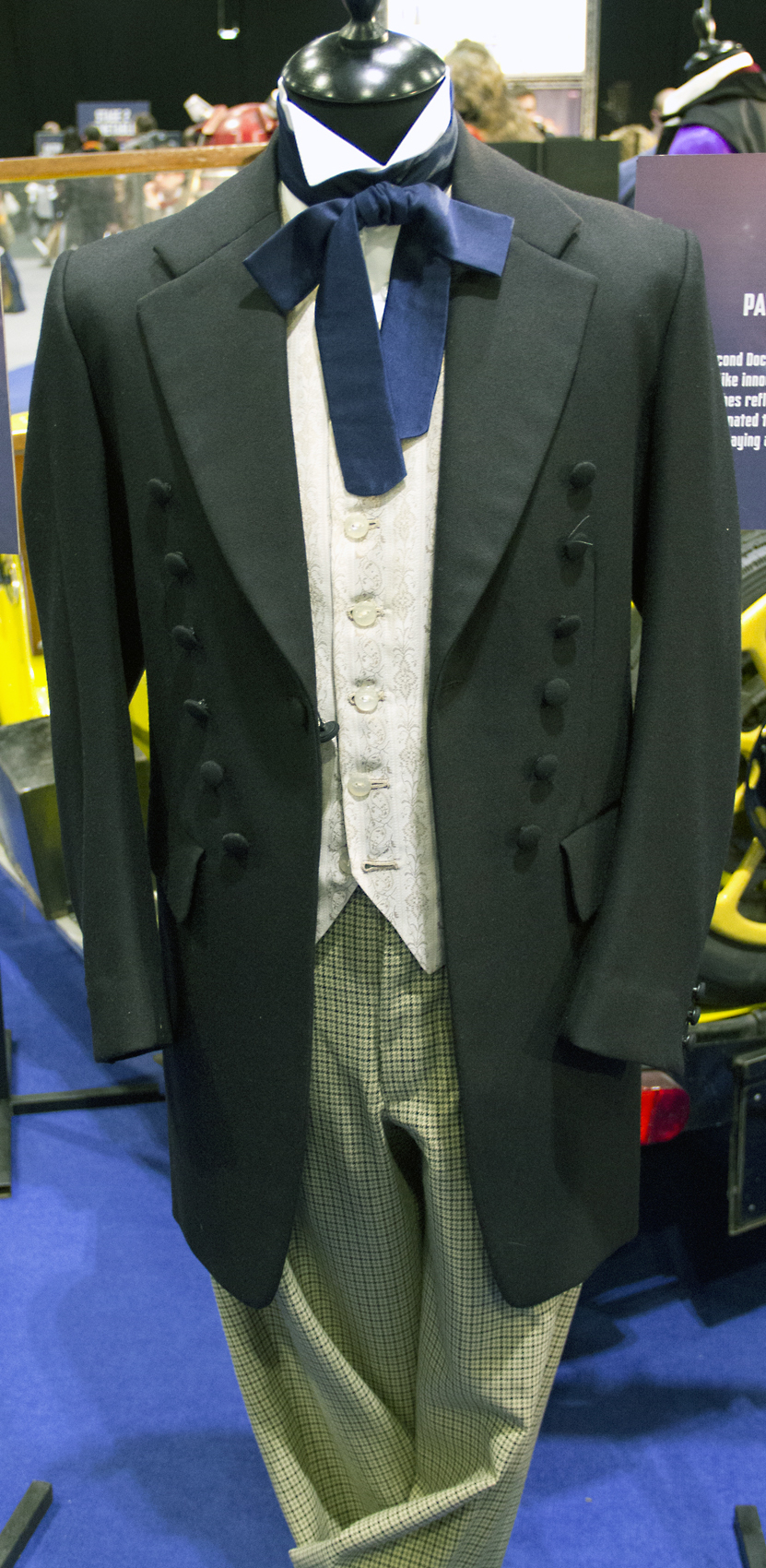
Costume du Docteur.

Le costume d'Hartnell provenait de chez Nathans, une entreprise de costumes de théâtre. L'ensemble complet rappelle la fin des époques victorienne et édouardienne : une redingote noire et un gilet fauve au-dessus d'une chemise à col, avec une cravate noire (parfois à carreaux) et un pantalon en fuseau froissé. Hartnell portait également une bague avec une grande pierre bleue et une perruque blanche. D'autres accessoires additionnels pouvaient être aperçus de temps en temps, comme un monocle, une canne en bois sculpté, une cape et une écharpe d'opéra, et un chapeau en fourrure d'Astrakhan. Une fois, on l'a vu fumer une grande pipe à tabac courbée.
Hartnell portait un costume contemporain dans la version originale du premier épisode. Parmi les changements effectués lors du nouveau tournage de l'épisode, un des plus visibles était les vêtements du Docteur et de Susan.

## Casting et réception

### Casting
En 1963, Verity Lambert, la productrice de la série Doctor Who pour la BBC avait remarqué William Hartnell pour sa performance dans Le Prix d'un Homme. Elle lui a donc proposé de jouer le rôle du Premier Docteur. William Hartnell était assez dubitatif quant à l'idée de jouer dans une série pour enfants, en partie à la suite de son succès dans l'industrie cinématographique; mais Verity Lambert et Waris Hussein l'ont convaincu. Son premier épisode de Doctor Who a été diffusé le 23 novembre 1963.
En 1973, lors de l'épisode The Three Doctors, célébrant le 10e anniversaire de la série, William Hartnell apparaissait pour la dernière fois dans le rôle (il meurt deux ans plus tard, en 1975). Cela n'a pas été tellement facile. Dans William Hartnell: The Original, la petite-fille de l'acteur explique que sa grand-mère (la femme de William Hartnell, Heather) a dû intervenir et expliquer qu'il n'était pas en état d'apprendre des scripts, même si William Hartnell était très motivé à l'idée de participer à l'épisode, selon Terrance Dicks, scénariste.

### Réception
Dans William Hartnell: The Original, biopic faisant partie du DVD de An Adventure in Space and Time, on peut voir William Hartnell, dans une interview réalisée trois mois après le début de la série, disant que son Docteur est « un mélange entre le Magicien d'Oz et le Père Noël ». Waris Hussein, le premier producteur de la série, juge que William Hartnell n'a jamais « joué » Doctor Who. Il était tout simplement lui-même. Quant à elle, Carole Ann Ford juge que « personne n'a jamais été aussi magique et mystérieux que lui ».

### Mentions ultérieures
- Des images du Premier Docteur apparaissent dans The Power of the Daleks (1966), Day of the Daleks (1972), The Brain of Morbius (1976), Earthshock (1982), Mawdryn Undead (1983), Resurrection of the Daleks (1984), Cyber Noël (2008), Le Prisonnier Zéro (2010), Les Vampires de Venise (2010), Vincent et le Docteur (2010), Le Colocataire (2010), Le Cyberplanificateur (2013), Vérité ou Conséquences (2015) et l'épisode Death of the Doctor de The Sarah Jane Adventures en 2010.
- Dans l'épisode Dimensions in Time (1993), le Quatrième Docteur parle du Premier Docteur comme étant celui qui est « grincheux ». Une sculpture de son visage apparaît également aux côtés de celle du Deuxième Docteur.
- Il y a une esquisse du Premier Docteur dans le livre de John Smith, aux côtés des autres Docteurs dans l'épisode La Famille de Sang (2007).
- Dans Time Crash (2007), le Dixième Docteur dit au Cinquième Docteur qu'à l'époque où il a commencé à voyager dans l'espace et le temps, il « essayait tout le temps d'être un vieillard irritable et important, comme lorsqu'on était jeunes ».
- Dans Les Anneaux d'Akhaten (2013), le Onzième Docteur dit avoir visité Akhaten avec sa petite-fille, vraisemblablement sous les traits du Premier Docteur.
- Dans l'épisode Le Nom du Docteur, on le voit voler un TARDIS avec Susan Foreman, avant que Clara Oswald ne lui dise d'en voler un autre (une séquence colorisée de l'épisode Les Aztèques). Il apparaît aussi quelques secondes errant dans l'esprit du Docteur à la fin du même épisode, ici interprété par une doublure.
- Le Douzième Docteur fait référence au manque d'altruisme de sa première incarnation avant de rencontrer les Daleks dans l'épisode Dans le Ventre du Dalek (2014).
- Le Douzième Docteur décrit le Premier Docteur comme étant « excentrique, un peu dingue et malpoli » dans Montée en Enfer (2015).

## Liste des apparitions

### Épisodes deDoctor Who
- 1963-1964 : Saison 1 de Doctor Who
- 1964-1965 : Saison 2 de Doctor Who
- 1965-1966 : Saison 3 de Doctor Who
- 1966 : Saison 4 de Doctor Who
- 1972-1973 : The Three Doctors
- 1983 : The Five Doctors
- 2017 : Le Docteur tombe
- 2017 : Il était deux fois
- 2022 : Le Pouvoir du Docteur